# Аліловий спирт
Аліловий спирт (назва за IUPAC: проп-2-ен-1-ол) — органічна сполука зі структурною формулою CH2=CHCH2OH. Як і більшість спиртів, він є безбарвною рідиною, розчиняється у воді, але більш токсичний, ніж типові спирти. Аліловий спирт є найменшим представником алільних спиртів.
Аліловий спирт використовується в якості сировини для виробництва гліцерину. Також він використовується для виробництва спеціалізованих речовин, таких як вогнестійкі матеріали, для сушіння і виготовлення пластифікаторів.

## Отримання
Аліловий спирт вперше було отримано в 1856 році  Огюстом Кауром та  Августом Хофманом омиленням алілйодиду.
- Гідролізом алілхлориду.

{\displaystyle {\ce {CH2 = CHCH2Cl + NaOH -> CH2 = CHCH2OH + NaCl}}}
- Ізомеризацією  оксиду пропілену.
- Дегідрогенізацією 1-пропанолу.

{\displaystyle {\ce {CH3CH2CH2OH -> CH2 = CHCH2OH + H2}}}
- Реакцією гліцерину з  мурашиною кислотою[3].
- «Оксоацилюванням» пропілену до алілацетату з подальшим гідролізом.

{\displaystyle {\ce {CH2 = CHCH3 + 1/2 O2 + CH3CO2H -> CH2CHCH2O2CCH3 + H2O}}}
{\displaystyle {\ce {CH2CHCH2O2CCH3+NaOH->CH2=CHCH2OH+CH3COONa}}}

## Техніка безпеки
Аліловий спирт є вогненебезпечним і токсичним при вдиханні, проковтуванні та контакті зі шкірою. Його слід зберігати не вище 15 °C (у холодильнику для хімікатів). Досить отруйний, сильний  лакриматор, діє на центральну нервову систему, вражає печінку (гепатотоксичний), ГДК 2 мг/м³ в робочій зоні.